# João Donato
João Donato de Oliveira Neto (Rio Branco, Acre; 17 d'agost de 1934 - Rio de Janeiro, Rio de Janeiro; 17 de juliol de 2023) va ser un músic brasiler de jazz i bossa nova.

## Biografia
Les seves primeres feines en el món de la música van ser tocant l'acordió. Va gravar música per primera vegada per Altamiro Carrilho. Poc després es va unir a una banda dirigida pel guitarrista Fafá Lemos, que tocava en clubs nocturns brasilers. El seu primer àlbum en solitari es va publicar el 1953, i més endavant va dirigir el grup de bossa nova Os Namorados.
Donato es va convertir en arranjador i pianista del grup Garotos da Lua, al qual s'uniria João Gilberto. Després de traslladar-se a São Paulo, va tocar en l'Orquestra de Luís César i en el grup Os Copacabanas. El 1956 va enregistrar un àlbum amb la discogràfica Odeon Rècords, que va ser produït per Antônio Carlos Jobim. Donato va escriure "Minha Saudade" amb Gilberto, cançó que es va convertir en un èxit. En una entrevista dels anys 1970, Gilberto va afirmar que l'art de João Donato va ser flama inspiradora per al sorgiment de la bossa nova.
El seu amic Nanai, antic membre d'Os Namorados, va oferir-li un treball als Estats Units. Durant la següent dècada, va gravar amb artistes com Mongo Santamaría, Tito Puente, Astrud Gilberto, Bud Shank i Cal Tjader. Entre els seus èxits es troben "A Rã" i "Caranguejo", tots dos gravats per Sérgio Mendes. El seu àlbum A Bad Donato (1970) va ser gravat amb el baixista de jazz Ron Carter.
A més, el 1974 es va convertir en el director musical de la cantant brasilera Gal Costa. A partir de llavors, va continuar gravant àlbums en qualitat de solista i també com a líder del João Donato Trio.

## Premis i llegat
El 2010, l'àlbum Sambolero del João Donato Trio va obtenir el Premi Grammy Llatí al Millor Àlbum de Jazz Llatí en la 10a edició d'aquest esdeveniment.
El 2016 va ser nominat al Premi Grammy Llatí al Millor Àlbum Instrumental, pel seu disc Donato Elétrico. L'àlbum també va ser triat per l'edició brasilera de la revista Rolling Stone com el 11è millor àlbum nacional d'aquell any. El següent treball, Sintetizamor, va ser citat per la mateixa revista com un dels millors del 2017.

## Discografia
- 1956: Chá Dançante (Odeon)
- 1960: Dance Conosco (Copacabana)
- 1962: Muito à Vontade (Polydor)
- 1963: Sambou, Sambou (Pacific Jazz)
- 1963: A Bossa Muito Moderna de Donato i Seu Trio (Polydor)
- 1963: Bud Shank, Donato i Rosinha de Valença (Elenco) - amb Bud Shank i Rosinha de Valença
- 1965: Piano of João Donato - The New Sound of Brazil (RCA Victor)
- 1970: A Bad Donato (Blue Thumb Records)
- 1973: Quem é Quem (Odeon)
- 1973: Donato/Deodato (Muse USA) - amb Eumir Deodato
- 1975: Lugar Comum (Philips/Phonogram)
- 1986: Leilíadas - Ao Vivo no People (Elektra)
- 1996: Coisas Tão Simples (EMI Music)
- 1999: Só Danço Samba (Lumiar)
- 2000: Amazonas (Elephant Records)
- 2001: Brazilian Time (Elephant Records)
- 2001: Remando na Raia (Lumiar)
- 2001: Ê-Lalá-Lay-Ê (Deckdisc)
- 2002: Managarroba (Deckdisc)
- 2003: Emílio Santiago Encontra João Donato (Lumiar) - amb Emílio Santiago
- 2003: Wanda Sá amb João Donato (Deckdisc) - amb Wanda Sá
- 2004: João Donato Reencontra Maria Tita (Estúdio Fibra) - amb Tita Lobo
- 2005: Donatural - Ao Vivo (Biscoito Fino)
- 2006: João Donato & Paulo Moura - Dois Panos Pra Manga (Biscoito Fino) - amb Paulo Moura
- 2007: Uma Tarde amb Bud Shank & João Donato (Mills Records) - amb Bud Shank
- 2007: O Piano de João Donato (Deckdisc)
- 2007: João Donato & Bud Shank Ao Vivo no Rio de Janeiro (Acre Music/Urca Filmes/Biscoito Fino) - amb Bud Shank
- 2008: Sambolero (Mills Records)
- 2008: Os Bossa Nova (Biscoito Fino) - amb Marcos Valle, Carlos Lyra i Roberto Menescal
- 2010: Água (Biscoito Fino) - amb Paula Morelenbaum
- 2012: Aquarius (Biscoito Fino) - amb Joyce
- 2014: Live Jazz in Rio Volume 1: O Couro tá Comendo (Discobertas)
- 2014: Live Jazz in Rio Volume 2: O Bicho tá Pegando (Discobertas)
- 2016: Donato Elétrico (Selo Sesc)
- 2017: Sintetizamor (Deckdisc) - amb Donatinho
- 2017: Bluchanga (Mills Records)
- 2021: Síntese do Lance (Rocinante) - amb Jards Macalé
- 2022: Serotonina